# Franz Danzi
Franz Ignaz Danzi, nemški skladatelj in dirigent, * 13. junij 1763, Schwetzingen, † 13. april 1826, Karlsruhe.
Danzi je bil sin tedaj znanega italijanskega violončelista. Deloval je v Mannheimu, Münchnu, Stuttgartu in Karlsruhe-ju, kjer je umrl. Skomponiral je okrog 60 glasbenih del. Bil je sodobnik Mozarta, Beethovna in Webra in ustvarjal v glasbeni klasicističnem slogu, ki je že nakazoval prihajajočo romantiko.